# Maverick (MBTA-Station)
Maverick ist eine nach dem nahegelegenen Maverick Square benannte U-Bahn-Station der Massachusetts Bay Transportation Authority (MBTA) im Bostoner Stadtteil East Boston im Bundesstaat Massachusetts der Vereinigten Staaten. Sie bietet als am östlichsten gelegene Station Zugang zur Linie Blue Line.

## Geschichte
Am 5. Dezember 1904 wurde an der Position des heutigen U-Bahnhofs das Maverick-Portal errichtet, das den Straßenbahnen ermöglichte, aus dem East Boston Tunnel an die Oberfläche zu kommen. Erst mit der Umrüstung der Strecke auf den Betrieb mit Stromschienen wurde die Station am 18. April 1924 eröffnet. 1952 verkehrten die letzten Straßenbahnen an der Station, seitdem findet ein reiner U-Bahn-Betrieb statt.

## Bahnanlagen

### Gleis-, Signal- und Sicherungsanlagen
Der U-Bahnhof verfügt über insgesamt zwei Gleise, die über einen Mittelbahnsteig zugänglich sind.

### Gebäude
Der U-Bahnhof befindet sich an der Adresse 220 Sumner Street und ist vollständig barrierefrei zugänglich.

## Umfeld
An der Station besteht eine Anbindung an fünf Buslinien der MBTA.